# Enrico Amaturo
Enrico Amaturo (Salerno, 22 maggio 1863 – Napoli, 25 maggio 1946) è stato un matematico e urbanista italiano.

## Biografia
Laureatosi in matematica a Napoli (1884) e in ingegneria civile (1886), fu assistente di geometria descrittiva a partire dal settembre del 1885, diventando nel 1900 libero docente nella stessa disciplina. Acquisì inoltre la libera docenza di Storia delle matematiche. La sua attività di matematico riguardò principalmente la teoria dell'elasticità, la geometria descrittiva e la geometria algebrica (particolari trasformazioni cremoniane).
Con l'intento di risolvere i problemi connessi al consistente sviluppo demografico che aveva interessato la sua città natale, Amaturo - appena ventiquattrenne - consegnò all'Amministrazione Comunale di Salerno uno Studio di bonifica dei due rioni Fornelle e San Giovanniello i cui principi cardine erano la necessità di un ampliamento della città e dell'eliminazione dei vani malsani del vecchio centro storico. Sebbene il piano sia stato approvato soltanto nel 1922, esso ha dato l'avvio alla "moderna" storia urbana di Salerno, delineando un nuovo volto della città senza alcuna connessione con il vecchio centro urbano.